# Oscar-díj a legjobb hangvágásért
A legjobb hangvágásért járó Oscar-díjat az amerikai Filmművészeti és Filmtudományi Akadémia ítélte oda minden évben a díjátadás évét megelőző év egy filmjének legszebb vagy legesztétikusabb hangszerkesztéséért.
A felsorolásban olyan filmek vannak, amelyek nyertek vagy jelöltek voltak Legjobb hangeffektus (1963–1967, 1975), Legjobb hanghatások szerkesztése (1977, 1981–1999) vagy Legjobb hangvágás (1979, 2000–2019) kategóriában. A kategóriát 2020-ban megszüntették, összevonták a hangkeverés kategóriával egy hang kategóriába.

## Díjak és jelölések

### 1960-as évek
| Év                        | Film            | Hangmérnök(ök) |
| ------------------------- | --------------- | -------------- |
| 1963 (36.)                |                 |                |
| Bolond, bolond világ      | Walter Elliott  |                |
| Sasok gyülekezete         | Robert Bratton  |                |
| 1964 (37.)                |                 |                |
| Goldfinger                | Norman Wanstall |                |
| The Lively Set            | Robert Bratton  |                |
| 1965 (38.)                |                 |                |
| Verseny a javából         | Treg Brown      |                |
| Az elrabolt expresszvonat | Walter Rossi    |                |
| 1966 (39.)                |                 |                |
| A nagy verseny            | Gordon Daniel   |                |
| Fantasztikus utazás       | Walter Rossi    |                |
| 1967 (40.)                |                 |                |
| A piszkos tizenkettő      | John Poyner     |                |
| Forró éjszakában          | James Richard   |                |
| 1968 (41.)                |                 |                |
| Nem osztottak díjat       |                 |                |
| 1969 (42.)                |                 |                |
| Nem osztottak díjat       |                 |                |

### 1970-es évek
| Év                              | Film         | Hangmérnök(ök) |
| ------------------------------- | ------------ | -------------- |
| 1970 (43.)                      |              |                |
| Nem osztottak díjat             |              |                |
| 1971 (44.)                      |              |                |
| Nem osztottak díjat             |              |                |
| 1972 (45.)                      |              |                |
| Nem osztottak díjat             |              |                |
| 1973 (46.)                      |              |                |
| Nem osztottak díjat             |              |                |
| 1974 (47.)                      |              |                |
| Nem osztottak díjat             |              |                |
| 1975 (48.)                      |              |                |
| Hindenburg†                     | Peter Berkos |                |
| 1976 (49.)                      |              |                |
| Nem osztottak díjat             |              |                |
| 1977 (50.)                      |              |                |
| Harmadik típusú találkozások†   | Frank Warner |                |
| Star Wars†                      | Ben Burtt    |                |
| 1978 (51.)                      |              |                |
| Nem osztottak díjat             |              |                |
| 1979 (52.)                      |              |                |
| Fekete Villám: A fekete táltos† | Alan Splet   |                |

### 1980-as évek
| Év                                        | Film                                        | Hangmérnök(ök) |
| ----------------------------------------- | ------------------------------------------- | -------------- |
| 1980 (53.)                                |                                             |                |
| Nem osztottak díjat                       |                                             |                |
| 1981 (54.)                                |                                             |                |
| Az elveszett frigyláda fosztogatói†       | Ben Burtt és Richard L. Anderson            |                |
| 1982 (55.)                                |                                             |                |
| E. T., a földönkívüli                     | Charles L. Campbell és Ben Burtt            |                |
| A tengeralattjáró                         | Mike Le-Mare                                |                |
| Poltergeist – Kopogó szellem              | Stephen Hunter Flick és Richard L. Anderson |                |
| 1983 (56.)                                |                                             |                |
| Az igazak                                 | Jay Boekelheide                             |                |
| Star Wars: A Jedi visszatér               | Ben Burtt                                   |                |
| 1984 (57.)                                |                                             |                |
| A folyó†                                  | Kay Rose                                    |                |
| 1985 (58.)                                |                                             |                |
| Vissza a jövőbe                           | Charles L. Campbell és Robert Rutledge      |                |
| Sólyomasszony                             | Robert G. Henderson és Alan Robert Murray   |                |
| Rambo II.                                 | Frederick Brown                             |                |
| 1986 (59.)                                |                                             |                |
| A bolygó neve: Halál                      | Don Sharpe                                  |                |
| Star Trek IV: A hazatérés                 | Mark Mangini                                |                |
| Top Gun                                   | Cecelia Hall és George Watters II           |                |
| 1987 (60.)                                |                                             |                |
| Robotzsaru†                               | Stephen Hunter Flick és John Pospisil       |                |
| 1988 (61.)                                |                                             |                |
| Roger nyúl a pácban                       | Charles L. Campbell és Louis Edemann        |                |
| Drágán add az életed!                     | Stephen Hunter Flick és Richard Shorr       |                |
| Willow                                    | Ben Burtt és Richard Hymns                  |                |
| 1989 (62.)                                |                                             |                |
| Indiana Jones és az utolsó kereszteslovag | Ben Burtt és Richard Hymns                  |                |
| Fekete eső                                | Milton Burrow és William Manger             |                |
| Halálos fegyver 2.                        | Robert G. Henderson és Alan Robert Murray   |                |

### 1990-es évek
| Year                                 | Film                                       | Sound Editor(s) |
| ------------------------------------ | ------------------------------------------ | --------------- |
| 1990 (63.)                           |                                            |                 |
| Vadászat a Vörös Októberre           | Cecelia Hall és George Watters II          |                 |
| Egyenesen át                         | Charles L. Campbell és Richard C. Franklin |                 |
| Total Recall – Az emlékmás           | Stephen Hunter Flick                       |                 |
| 1991 (64.)                           |                                            |                 |
| Terminátor 2. – Az ítélet napja      | Gary Rydstrom és Gloria Borders            |                 |
| Lánglovagok                          | Gary Rydstrom és Richard Hymns             |                 |
| Star Trek VI: A nem ismert tartomány | George Watters II és F. Hudson Miller      |                 |
| 1992 (65.)                           |                                            |                 |
| Drakula                              | Tom McCarthy és David Stone                |                 |
| Aladdin                              | Mark Mangini                               |                 |
| Úszó erőd                            | John Leveque és Bruce Stambler             |                 |
| 1993 (66.)                           |                                            |                 |
| Jurassic Park                        | Gary Rydstrom és Richard Hymns             |                 |
| Cliffhanger – Függő játszma          | Wylie Stateman és Gregg Baxter             |                 |
| A szökevény                          | John Leveque és Bruce Stambler             |                 |
| 1994 (67.)                           |                                            |                 |
| Féktelenül                           | Stephen Hunter Flick                       |                 |
| Végveszélyben                        | Bruce Stambler és John Leveque             |                 |
| Forrest Gump                         | Gloria Borders és Randy Thom               |                 |
| 1995 (68.)                           |                                            |                 |
| A rettenthetetlen                    | Lon Bender és Per Hallberg                 |                 |
| Mindörökké Batman                    | John Leveque és Bruce Stambler             |                 |
| Az utolsó esély                      | George Watters II                          |                 |
| 1996 (69.)                           |                                            |                 |
| Ragadozók                            | Bruce Stambler                             |                 |
| Daylight – Alagút a halálba          | Richard Anderson és David A. Whittaker     |                 |
| Végképp eltörölni                    | Alan Robert Murray és Bub Asman            |                 |
| 1997 (70.)                           |                                            |                 |
| Titanic                              | Tom Bellfort és Christopher Boyes          |                 |
| Ál/Arc                               | Mark Stoeckinger és Per Hallberg           |                 |
| Az ötödik elem                       | Mark Mangini                               |                 |
| 1998 (71.)                           |                                            |                 |
| Ryan közlegény megmentése            | Gary Rydstrom és Richard Hymns             |                 |
| Armageddon                           | George Watters II                          |                 |
| Zorro álarca                         | David McMoyler                             |                 |
| 1999 (72.)                           |                                            |                 |
| Mátrix                               | Dane Davis                                 |                 |
| Harcosok klubja                      | Ren Klyce és Richard Hymns                 |                 |
| Star Wars I. rész – Baljós árnyak    | Ben Burtt és Tom Bellfort                  |                 |

### 2000-es évek
| Year                                         | Film                                         | Sound Editor(s) |
| -------------------------------------------- | -------------------------------------------- | --------------- |
| 2000 (73.)                                   |                                              |                 |
| U–571                                        | Jon Johnson                                  |                 |
| Űrcowboyok                                   | Bub Asman és Alan Robert Murray              |                 |
| 2001 (74.)                                   |                                              |                 |
| Pearl Harbor – Égi háború                    | George Watters II és Christopher Boyes       |                 |
| Szörny Rt.                                   | Gary Rydstrom és Michael Silvers             |                 |
| 2002 (75.)                                   |                                              |                 |
| A Gyűrűk Ura: A két torony                   | Mike Hopkins és Ethan Van der Ryn            |                 |
| Különvélemény                                | Richard Hymns és Gary Rydstrom               |                 |
| A kárhozat útja                              | Scott Hecker                                 |                 |
| 2003 (76.)                                   |                                              |                 |
| Kapitány és katona: A világ túlsó oldalán    | Richard King                                 |                 |
| Némó nyomában                                | Gary Rydstrom és Michael Silvers             |                 |
| A Karib-tenger kalózai: A Fekete Gyöngy átka | Christopher Boyes és George Watters II       |                 |
| 2004 (77.)                                   |                                              |                 |
| A Hihetetlen család                          | Michael Silvers és Randy Thom                |                 |
| Polar Expressz                               | Randy Thom és Dennis Leonard                 |                 |
| Pókember 2.                                  | Paul N. J. Ottosson                          |                 |
| 2005 (78.)                                   |                                              |                 |
| King Kong                                    | Mike Hopkins és Ethan Van der Ryn            |                 |
| Világok harca                                | Richard King                                 |                 |
| Egy gésa emlékiratai                         | Wylie Stateman                               |                 |
| 2006 (79.)                                   |                                              |                 |
| Levelek Ivo Dzsimáról                        | Bub Asman és Alan Robert Murray              |                 |
| Apocalypto                                   | Kami Asgar és Sean McCormack                 |                 |
| Véres gyémánt                                | Lon Bender                                   |                 |
| A dicsőség zászlaja                          | Alan Robert Murray és Bub Asman              |                 |
| A Karib-tenger kalózai: Holtak kincse        | Christopher Boyes és George Watters II       |                 |
| 2007 (80.)                                   |                                              |                 |
| A Bourne-ultimátum                           | Karen Baker Landers és Per Hallberg          |                 |
| Nem vénnek való vidék                        | Skip Lievsay                                 |                 |
| L’ecsó                                       | Randy Thom és Michael Silvers                |                 |
| Vérző olaj                                   | Christopher Scarabosio és Matthew Wood       |                 |
| Transformers                                 | Mike Hopkins és Ethan Van der Ryn            |                 |
| 2008 (81.)                                   |                                              |                 |
| A sötét lovag                                | Richard King                                 |                 |
| A Vasember                                   | Frank E. Eulner és Christopher Boyes         |                 |
| Gettómilliomos                               | Tom Sayers és Glenn Freemantle               |                 |
| WALL·E                                       | Ben Burtt és Matthew Wood                    |                 |
| Wanted                                       | Wylie Stateman                               |                 |
| 2009 (82.)                                   |                                              |                 |
| A bombák földjén                             | Paul N. J. Ottosson                          |                 |
| Avatar                                       | Christopher Boyes és Gwendolyn Yates Whittle |                 |
| Becstelen brigantyk                          | Wylie Stateman                               |                 |
| Star Trek                                    | Mark Stoeckinger és Alan Rankin              |                 |
| Fel                                          | Michael Silvers és Tom Myers                 |                 |

### 2010-es évek
| Year                                     | Film                                                        | Sound Editor(s) |
| ---------------------------------------- | ----------------------------------------------------------- | --------------- |
| 2010 (83.)                               |                                                             |                 |
| Eredet                                   | Richard King                                                |                 |
| A félszemű                               | Skip Lievsay és Craig Berkey                                |                 |
| Száguldó bomba                           | Mark P. Stoeckinger                                         |                 |
| Toy Story 3.                             | Tom Myers és Michael Silvers                                |                 |
| Tron: Örökség                            | Gwendolyn Yates Whittle és Addison Teague                   |                 |
| 2011 (84.)                               |                                                             |                 |
| A leleményes Hugo                        | Eugene Gearty és Philip Stockton                            |                 |
| Drive – Gázt!                            | Lon Bender és Victor Ray Ennis                              |                 |
| Hadak útján                              | Richard Hymns és Gary Rydstrom                              |                 |
| A tetovált lány                          | Ren Klyce                                                   |                 |
| Transformers 3.                          | Erik Aadahl és Ethan Van der Ryn                            |                 |
| 2012 (85.)                               |                                                             |                 |
| Skyfall                                  | Per Hallberg és Karen Baker Landers                         |                 |
| Zero Dark Thirty – A Bin Láden hajsza    | Paul N. J. Ottosson                                         |                 |
| Az Argo-akció                            | Erik Aadahl és Ethan Van der Ryn                            |                 |
| Django elszabadul                        | Wylie Stateman                                              |                 |
| Pi élete                                 | Eugene Gearty és Philip Stockton                            |                 |
| 2013 (86.)                               |                                                             |                 |
| Gravitáció                               | Glenn Freemantle                                            |                 |
| A hobbit: Smaug pusztasága               | Brent Burge és Chris Ward                                   |                 |
| Minden odavan                            | Steve Boeddeker és Richard Hymns                            |                 |
| Phillips kapitány                        | Oliver Tarney                                               |                 |
| A túlélő                                 | Wylie Stateman                                              |                 |
| 2014 (87.)                               |                                                             |                 |
| Amerikai mesterlövész                    | Alan Robert Murray és Bub Asman                             |                 |
| Birdman avagy (A mellőzés meglepő ereje) | Martin Hernández és Aaron Glascock                          |                 |
| Csillagok között                         | Richard King                                                |                 |
| A hobbit: Az öt sereg csatája            | Brent Burge és Jason Canovas                                |                 |
| Rendíthetetlen                           | Becky Sullivan és Andrew DeCristofaro                       |                 |
| 2015 (88.)                               |                                                             |                 |
| Mad Max – A harag útja                   | Chris Jenkins, Gregg Rudloff, Ben Osmo                      |                 |
| Kémek hídja                              | Andy Nelson, Gary Rydstrom, Drew Kunin                      |                 |
| Mentőexpedíció                           | Paul Massey, Mark Taylor, Mac Ruth                          |                 |
| Star Wars VII. rész – Az ébredő Erő      | Andy Nelson, Christopher Scarabosio, Stuart Wilson          |                 |
| A visszatérő                             | Jon Taylor, Frank A. Montaño, Randy Thom, Chris Duesterdiek |                 |
| 2016 (89.)                               |                                                             |                 |
| Érkezés                                  | Sylvain Bellemare                                           |                 |
| A fegyvertelen katona                    | Robert Mackenzie, Andy Wright                               |                 |
| Kaliforniai álom                         | Ai-Ling Lee, Mildred Iatrou                                 |                 |
| Mélytengeri pokol                        | Wylie Stateman, Renee Tondelli                              |                 |
| Sully – Csoda a Hudson folyón            | Alan Robert Murray, Bub Asman                               |                 |
| 2017 (90.)                               |                                                             |                 |
| Dunkirk                                  | Richard King és Alex Gibson                                 |                 |
| A víz érintése                           | Nathan Robitaille és Nelson Ferreira                        |                 |
| Nyomd, Bébi, nyomd                       | Julian Slater                                               |                 |
| Star Wars VIII. rész – Az utolsó jedik   | Matthew Wood és Ren Klyce                                   |                 |
| Szárnyas fejvadász 2049                  | Mark Mangini és Theo Green                                  |                 |
| 2018 (91.)                               |                                                             |                 |
| Bohém rapszódia                          | John Warhurst és Nina Hartstone                             |                 |
| Az első ember                            | Ai-Ling Lee és Mildred Iatrou Morgan                        |                 |
| Fekete Párduc                            | Benjamin A. Burtt és Steve Boeddeker                        |                 |
| Hang nélkül                              | Ethan Van der Ryn és Erik Aadahl                            |                 |
| Roma                                     | Sergio Díaz és Skip Lievsay                                 |                 |
| 2019 (92.)                               |                                                             |                 |
| Az aszfalt királyai                      | Donald Sylvester                                            |                 |
| Joker                                    | Alan Robert Murray                                          |                 |
| 1917                                     | Oliver Tarney és Rachael Tate                               |                 |
| Volt egyszer egy Hollywood               | Wylie Stateman                                              |                 |
| Star Wars IX. rész – Skywalker kora      | Matthew Wood és David Acord                                 |                 |

†Egy verseny díj helyett egy "Speciális Teljesítmény Díj" volt.